# Niedervisse

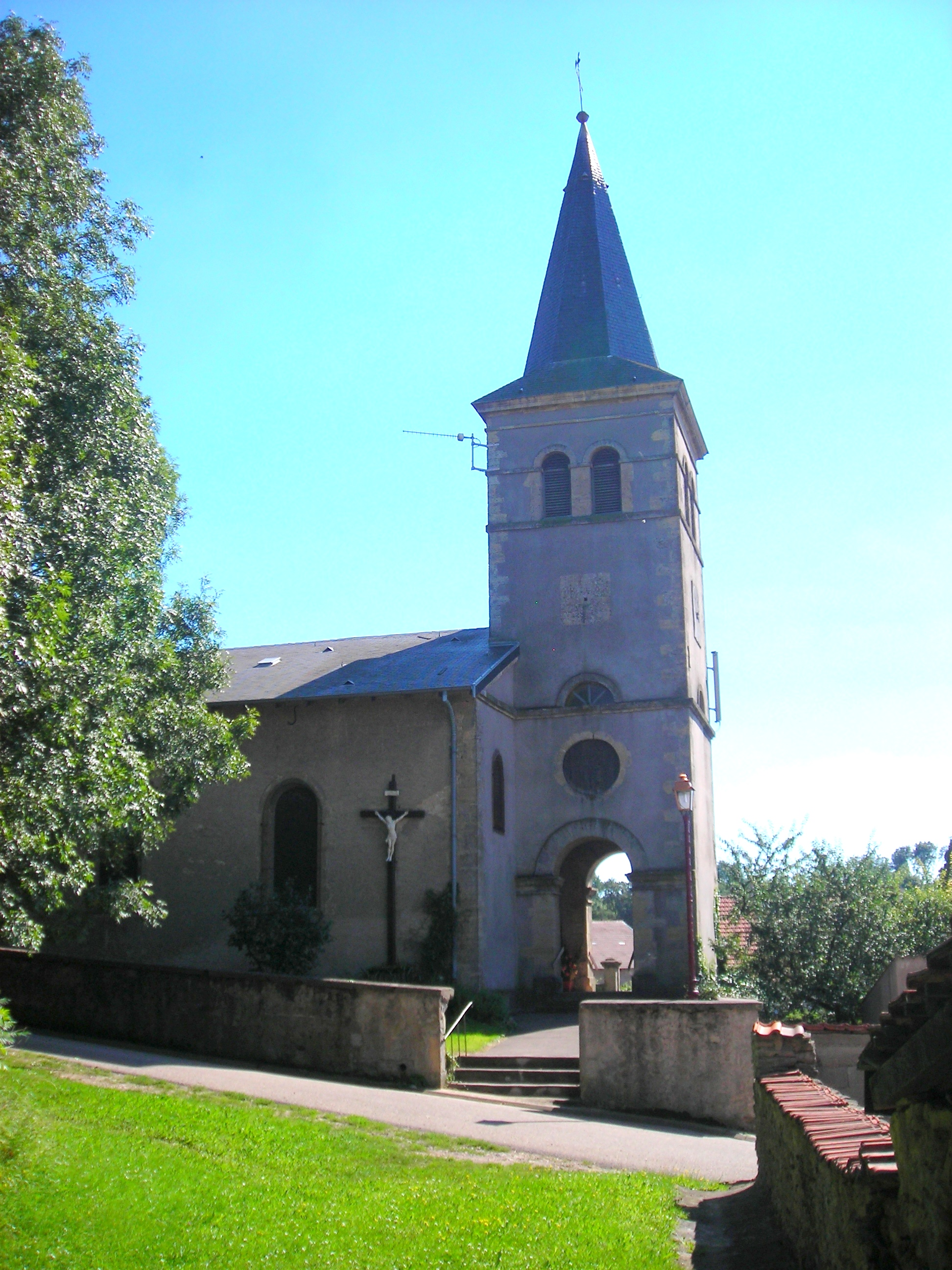
Kerk van Sainte-Marie-Madeleine/Sankt Maria Magdalena

Niedervisse (Duits: Niederwiese ) is een gemeente in het Franse departement Moselle (regio Grand Est) en telt 209 inwoners (2005). De plaats maakt deel uit van het arrondissement Forbach-Boulay-Moselle.

## Geografie
De oppervlakte van Niedervisse bedraagt 5,8 km², de bevolkingsdichtheid is 36,0 inwoners per km².
De onderstaande kaart toont de ligging van Niedervisse met de belangrijkste infrastructuur en aangrenzende gemeenten.

## Demografie
Onderstaande figuur toont het verloop van het inwonertal (bron: INSEE-tellingen).